# Membrana półprzepuszczalna

Schemat membrany półprzepuszczalnej podczas hemodializy

Membrana półprzepuszczalna, błona półprzepuszczalna – rodzaj membrany (przepony), która przepuszcza niektóre rodzaje cząsteczek a zatrzymuje inne (np. przepuszcza małe cząsteczki rozpuszczalnika, a zatrzymuje duże cząsteczki lub jony). Różnica stężeń związków chemicznych po dwu stronach membrany powoduje powstanie ciśnienia osmotycznego. Cząsteczki substancji przechodzącej przez membranę zachowują się tak jakby oprócz ciśnienia zewnętrznego istniało jeszcze, wspomniane wyżej, ciśnienie osmotyczne. Przykładem naturalnej membrany półprzepuszczalnej jest błona komórkowa czy skóra człowieka. Membrany półprzepuszczalne są m.in. wykorzystywane na dużą skalę do dializy krwi osób z chorobami nerek, do odsalania wody morskiej, do oczyszczania wody filtry RO.
Ogólnie membranę można określić jako selektywną barierę oddzielającą dwie fazy. Taka definicja nie jest jednak wystarczająca do rozważania procesów transportu w membranie, ponieważ nie zawiera informacji o strukturze i roli membrany, do czego niezbędny jest precyzyjniejszy opis. Rozróżnia się membrany biologiczne i syntetyczne:
- membrany biologiczne (plazma, membrany komórkowe) – membrany występujące naturalnie w komórkach, są niezbędne do jakiegokolwiek ziemskiego życia, ponieważ wszystkie procesy transportu masy pomiędzy komórką a jej otoczeniem zachodzą wyłącznie przez błony komórkowe. Membrany biologiczne różnią się bardzo pod względem struktury oraz roli jaką spełniają oraz mechanizmów transportu cząsteczek/jonów od membran syntetycznych.
- membrany syntetyczne – wytwarzane sztucznie, są wytwarzane z materiałów organicznych i nieorganicznych. W dziedzinie membran polimerowych szersze zastosowanie praktyczne znalazły membrany organiczne. Wersje nieorganiczne weszły na rynek później, przede wszystkim w wariancie porowatym.